# Eckelradebreuk
De Eckelradebreuk is een breuk in Nederlands Zuid-Limburg.
De breuk is vernoemd naar Eckelrade.
Op ongeveer vijf en zes kilometer naar het noordoosten liggen de Geullebreuk en de Schin op Geulbreuk.

## Ligging
De breuk loopt noordwest-zuidoost door het Maasdal en over de westelijke rand van het Plateau van Margraten via de plaatsen Borgharen, Amby, Cadier en Keer, Eckelrade en Herkenrade. Mogelijk loopt de breuk verder in zuidoostelijke richting en loopt dan door het oostelijk deel van de Voerstreek.
Ten oosten van Maastricht markeert de overgang van het middenterras naar het hoogterras de Eckelradebreuk.

## Geologie
De breuk is samen met andere breuken in Zuid-Limburg ontstaan doordat tijdens het Pleistoceen de Ardennen omhoog kwamen, waardoor het gebied tussen de Ardennen en de Feldbissbreuk mee werd opgeheven en er breuken ontstonden. De breuk heeft een verzet van ongeveer tien meter.